# Tomasz Halski
Tomasz Jan Halski (ur. 1 listopada 1964 r. w Opolu) – polski fizjoterapeuta specjalizujący się w fizykoterapii, rektor opolskiej Państwowej Medycznej Wyższej Szkoły Zawodowej w latach 2012-2020 oraz nauczyciel akademicki związany z uczelniami we Wrocławiu, Opolu i Wałbrzychu.

## Biografia
Urodził się w 1964 roku w Opolu. Po ukończeniu szkoły podstawowej kontynuował dalsze kształcenie w II Liceum Ogólnokształcące im. Marii Konopnickiej, gdzie w 1983 roku zdał egzamin dojrzałości. Następnie uczęszczał do Medycznego Studium Zawodowego im. dr Marii Kujawskiej w Opolu, które ukończył w 1985 roku zdobyciem dyplomu technika fizjoterapii. Ponadto podjął studia na Akademii Wychowania Fizycznego we Wrocławiu, zakończone w 1991 roku zdobyciem tytułu zawodowego magistra rehabilitacji ruchowej.
Bezpośrednio po ukończeniu studiów został zatrudniony na swojej macierzystej uczelni jako asystent, a następnie adiunkt w Katedrze Fizjoterapii (do 2001 roku). Ponadto w latach 1996-1997 był asystentem w Instytucie Wychowania Fizycznego i Fizjoterapii Politechniki Opolskiej. W 2001 roku uzyskał stopień naukowy doktora nauk o kulturze fizycznej na Akademii Wychowania Fizycznego we Wrocławiu na podstawie pracy pt.: Zastosowanie chronaksymetrii do oceny zmian poziomu progu pobudliwości nerwów i mięśni pod wpływem elektrostymulacji, której promotorem był dr hab. Jan Kochański.
W 2004 roku związał się zawodowo z niepubliczną Wałbrzyską Wyższą Szkołą Zarządzania i Przedsiębiorczości, gdzie pracował jako adiunkt w Katedrze Fizjoterapii (do 2015 roku), będąc jej kierownikiem w latach 2010-2015. W 2006 roku należał do organizatorów Instytutu Fizjoterapii w Państwowej Medycznej Wyższej Szkoły Zawodowej w Opolu, będąc jego pierwszym dyrektorem. Z funkcji tej zrezygnował w 2012 roku, zostając wybranym na stanowisko rektora tej opolskiej uczelni medycznej. Na urząd rektora wybrano go ponownie na drugą kadencję w 2016 roku. W czasie jego rządów w Państwowej Medycznej Wyższej Szkole Zawodowej w Opolu udało się m.in. uruchomić studia drugiego stopnia, zbudować Innowacyjne Centrum Symulacji Medycznej, a także rozpocząć współpracę z uczelniami zagranicznymi. Za jego kadencji doszło ponadto do porozumienia z Uniwersytetem Opolskim, w wyniku którego opolska uczenia medyczna weszła w lipcu 2020 roku w skład uniwersytetu. W 2011 r. ukończył szkolenie z zakresu terapii manualnej "Diagnostyka i techniki mobilizacji kręgosłupa lędźwiowego, stawów miednicy, kręgosłupa piersiowego i szyjnego" W 2018 roku Rada Wydziału Rehabilitacji Ruchowej Akademii Wychowania Fizycznego im. Bronisława Czecha w Krakowie nadała mu stopień naukowy doktora habilitowanego nauki o kulturze fizycznej na podstawie osiągniętego dorobku naukowego, pomyślnie zdanego kolokwium habilitacyjnego oraz rozprawy nt. Zmiany aktywności bioelektrycznej mięśni poprzecznie prążkowanych pod wpływem wybranych czynników stosowanych w fizjoterapii. Zasiadał także w Konferencji Rektorów Publicznych Uczelni Zawodowych.
Od lipca 2020 roku jest profesorem uczelni na Wydziale Nauk o Zdrowiu Uniwersytetu Opolskiego, który powstał w miejsce Państwowej Medycznej Wyższej Szkoły Zawodowej w Opolu. Ponadto zasiada w Senacie tej uczelni.